# Paradoja de Pascal

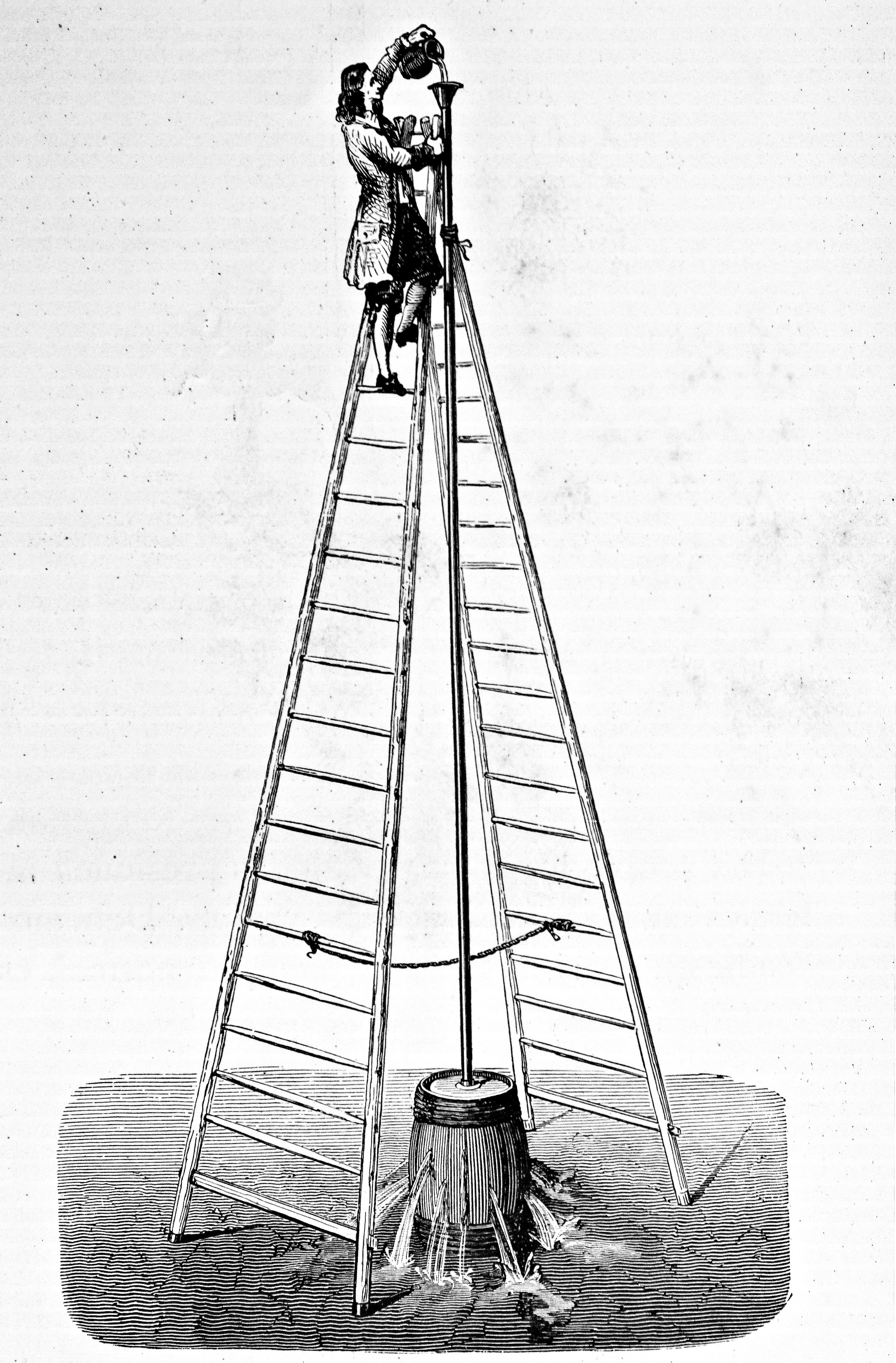
Representación de la paradoja de Pascal

La Paradoja de Pascal, llamada así por el experimento de Blaise Pascal (1623-1662), dicta que:

Un barril de madera, lleno de agua, coronado por un tubo hueco abierto por sus extremos, puede estallar si se vierte agua en el tubo a una altura suficiente cualquiera que sea la sección del tubo, incluso aunque sea muy pequeña.

Este hecho parece contradecir el sentido común, sin embargo, este resultado encuentra una explicación sencilla cuando se aplica el Principio de Pascal, que dicta que
La presión ejercida sobre un fluido incompresible y en equilibrio dentro de un recipiente de paredes indeformables se transmite con igual intensidad en todas las direcciones y en todos los puntos del fluido.